# Edward Cadbury
Edward Cadbury (1873 – 21 novembre 1948) è stato un imprenditore e filantropo britannico, presidente della Cadbury Brothers, multinazionale del settore alimentare.
Fu un teorico del business, noto per i suoi lavori pionieristici sulle organizzazioni e la gestione aziendale.

## Biografia
Figlio maggiore di George Cadbury e della sua prima moglie Mary (nata Tylor), crebbe nei pressi di Birmingham, in una dimora che è divenuta la sede del collegio quacchero Woodbrooke Quaker Study Centre.
Nel 1890 si trasferì a Londra e, successivamente, in Germania per completare gli studi. Nel 1893, fu assunto nell'azienda di famiglia, della quale fu nominato amministratore delegato nel 1899 e presidente nel 1937, ritirandosi nel 1943.
Nel 1903 Cadbury fu uno dei fondatori del Selly Oak College, che negli anni '50 si sarebbe unito all'Università di Birmingham, del quale fu anche il primo presidente e tesoriere dell'organismo direttivo. Negli anni '50, tale istituto fu unito al'Università di Birmingham.
Inoltre, dal 1911 al 1930 fu presidente del quotidiano nazionale della Daily News Ltd, società proprietaria dell'omonimo quotidiano.
L'interesse della ricerca di Cadbury riguardava "l'economia, la gestione e le organizzazioni...compresi il benessere dei lavoratori e i diritti dell'occupazione femminile".
Nel saggio del 1914 intitolato Some Principles of Industrial Organisation: The Case for and against Scientific Management, Cadbury criticò l'approccio taylorista alla produzione industriale di serie coi Tempi e Metodi e la gestione scientifica della parcellizzazione del lavoro, sostenendo fra i primi che esso depauperava la centralità professionale delle maestranze, determinando la concentrazione e il trasferimento della conoscenza e della potestà decisionale dai singoli lavoratori alla direzione aziendale.